# Pseudotrochalus kolleri
Pseudotrochalus kolleri är en skalbaggsart som beskrevs av Moser 1916. Pseudotrochalus kolleri ingår i släktet Pseudotrochalus och familjen Melolonthidae. Inga underarter finns listade i Catalogue of Life.